# Dorothee Richter

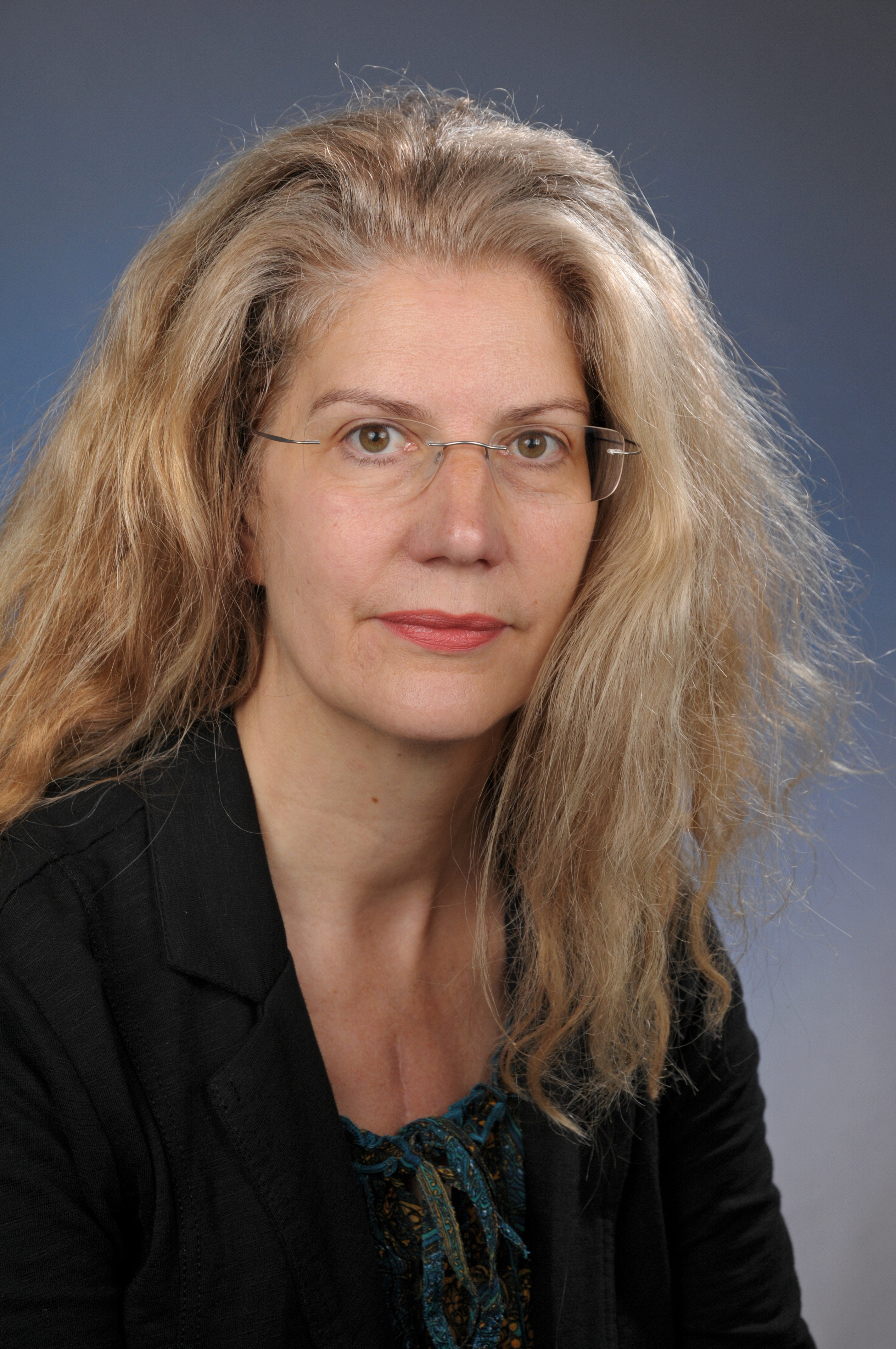
Dorothee Richter (2012)

Dorothee Richter (* in Ludwigsburg) ist eine deutsche Autorin, Kunsthistorikerin und Kuratorin für Zeitgenössische Kunst. Sie ist Professorin für Contemporary Curating der Fakultät für Bildende Kunst der Universität Reading und der Zürcher Hochschule der Künste (ZHdK) sowie Leiterin des Postgraduiertenprogramms Curating an der Zürcher Hochschule der Künste (ZHdK). Ihr Schwerpunkt liegt auf Fluxus, feministischer Theorie und politischen Aspekten des Kuratierens.

## Leben und Werk
Richter studierte Bildende Kunst und Englisch und promovierte anschließend. Ihre Dissertation beschäftigt sich mit der Kunstbewegung Fluxus. Von 1999 bis 2009 interviewte sie Fluxus-Künstler. Die Doktorarbeit wurde als Buch mit dem Titel Fluxus. Kunst gleich Leben? Mythen um Autorschaft, Produktion, Geschlecht und Gemeinschaft im Jahr 2012 veröffentlicht. Im Jahr 2013 veröffentlichte sie zusammen mit Ronald Kolb einen Film mit ihrem Interviewmaterial. Flux Us Now! Fluxus explored with a camera wurde erstmals im April 2013 in der Staatsgalerie Stuttgart gezeigt, es folgten Aufführungen im Migros Museum für Gegenwartskunst in Zürich, im Museum Tinguely in Bern, im Lentos Kunstmuseum Linz und an verschiedenen europäischen Kunsthochschulen.
Nach ihrem Abschluss arbeitete sie als wissenschaftliche Mitarbeiterin bei der Gesellschaft für Aktuelle Kunst Bremen, seit 1998 als Lehrbeauftragte an der Universität Bremen, der Merz Akademie Stuttgart, der École des Beaux Arts in Genf und der Universität Lüneburg.
Von 1999 bis Ende 2003 war Richter künstlerische Leiterin des Künstlerhauses Bremen, wo sie ein Programm kuratierte, das sich mit feministischen Themen, urbanen Situationen, Machtverhältnissen und Institutionskritik beschäftigte.
Seit 2005 ist sie Leiterin des Postgraduiertenprogramms in Curating (CAS/MAS) an der Zürcher Hochschule der Künste (ZHdK). Sie ist zudem Mitbegründerin eines praxisorientierten Doktorandenprogramms in Zusammenarbeit mit der Zürcher Hochschule der Künste (ZHdK) und dem Department of Fine Arts der University of Reading.
Dorothee Richter hat zwei Töchter und arbeitet und lebt in Zürich.

### Kuratorisches Werk
Als künstlerische Leiterin des Künstlerhauses Bremen:
- Dialogues and Debates:[2] Internationales Symposium über feministische Positionen in der zeitgenössischen Kunst mit Elke Krystufek (A), den Guerilla Girls (USA), Lisette Smits (NL), Sigrid Schade (D), Ute Meta Bauer (D), Christine und Irene Hohenbüchler (A), Beatrice von Bismarck (D), Isolde Loock (D), Rineke Dijkstra (NL), Eija Liisa Ahtila (FIN), Ruth Noack (A), Ursula Biemann CH)
- over high – over (f)low:[3] Ausstellung mit Korpys / Löffler und Achim Bitter
- Materialien: Ausstellung als Archiv feministischer Positionen mit Materialien zu 60 Künstlerinnen, Kuratoren und Kunstwissenschaftler
- Co-operation – artistic production methods which create an environment: Ausstellung mit Wochenklausur (A), Manfred Kirschner / Isolde Loock (D), Christoph Keller (D), Mourad Cherait / Nicolas Fernandez (CH/D), Galerie Szuper (GB/D), Emmett Williams / Wolfgang Hainke (USA/D), De Geuzen (NL)
- Naming a practice–games.fights.videos: Ausstellung mit Diane Nerven (USA), Hito Steyerl (D), Oliver Ressler (A), Josh On (USA), Alaska (D), Summer Camp Project (D), Bremer Flüchtlingsinitiative, Anti Rassismus Büro Bremen (D)
- Das Privatleben der Spieler von Werder Bremen (The Private Lives of the Werder Bremen Team): Ausstellung in Zusammenarbeit mit Roger M. Buergel (A)
- Die Visualität der Theorie vs. Die Theorie des Visuellen:[4] Symposium in Zusammenarbeit mit Nina Möntmann und den Referenten Martha Rosler (New York), Diedrich Diederichsen (Berlin), Christian Kravagna (Wien), Tom Holert (Köln), Martin Conrads (Berlin), Renata Salecl (Ljubljana), Beatrice von Bismarck (Lüneburg / Leipzig), Hito Steyerl (Berlin)

Dorothee Richter organisierte von 2003 bis 2008 zusammen mit Barnaby Drabble die Wanderausstellung bzw. das Archiv Curating Degree Zero Archive. Die Wanderausstellung begann mit 50 verschiedenen kuratorischen Positionen und wurde an 17 verschiedenen Orten weltweit gezeigt. Das Archiv befindet sich heute in der Bibliothek der Zürcher Hochschule der Künste und dokumentiert die Arbeiten von über 100 Kuratoren für zeitgenössische Kunst.
Zudem ist Richter seit 2008 Herausgeberin des Webjournals on-curating.org, ein Magazin, das sich mit kuratorischer Theorie und Praxis beschäftigt.